# Oligoneoptera
Oligoneoptera é uma superordem dentro da classe Insecta e é frequentemente considerada uma superordem incerta ou uma superfamília. Em vez de ser um grupo monofilético, Oligoneoptera é um clado parafilético que agrupa vários grupos de insetos que estão necessariamente relacionados Clogmia albipunctata.